# 尚村祠堂群
尚村祠堂群位于安徽绩溪县家朋乡的中国传统村落尚村。
尚村“十姓九祠”,有十个姓氏九座祠堂（许氏、周氏、方氏、高氏、章氏、胡氏、唐氏、张氏等），其中章氏宗祠、高氏宗祠、许氏宗祠和周氏支祠（德恩堂）四座祠堂保存完好，占地面积分别为195平方米、77平方米、192平方米和115.5平方米。章氏宗祠和许氏宗祠均为前后三进，高氏宗祠二进。
2023年，尚村祠堂群公布为绩溪县文物保护单位。。